# Fuerte de Ínsua
El Fuerte de Ínsua es una fortificación ubicada en la feligresía de Moledo, en Caminha, en el distrito de Viana del Castelo, Portugal.
La insua de Santo Isidro está situada en la desembocadura del río Miño, a doscientos metros de la costa.

## Antecedentes
Esta pequeña isla fue utilizada como lugar de culto. En época cristiana había en ella una pequeña ermita, bajo la invocación de Nuestra Señora de la Ínsua.

### La fortaleza original
Durante el reinado de Juan I de Portugal, franciscanos de Galicia levantaron en la isla un monasterio entre los años 1388 y 1392. Algunos autores datan en esa época la primera defensa local.
El rey Manuel I de Portugal reformó y amplió esa defensa en 1512, al igual que haría años más tarde Felipe I de Portugal. Sin embargo no existen vestigios de esas estructuras añadidas.

### El fuerte setecentista

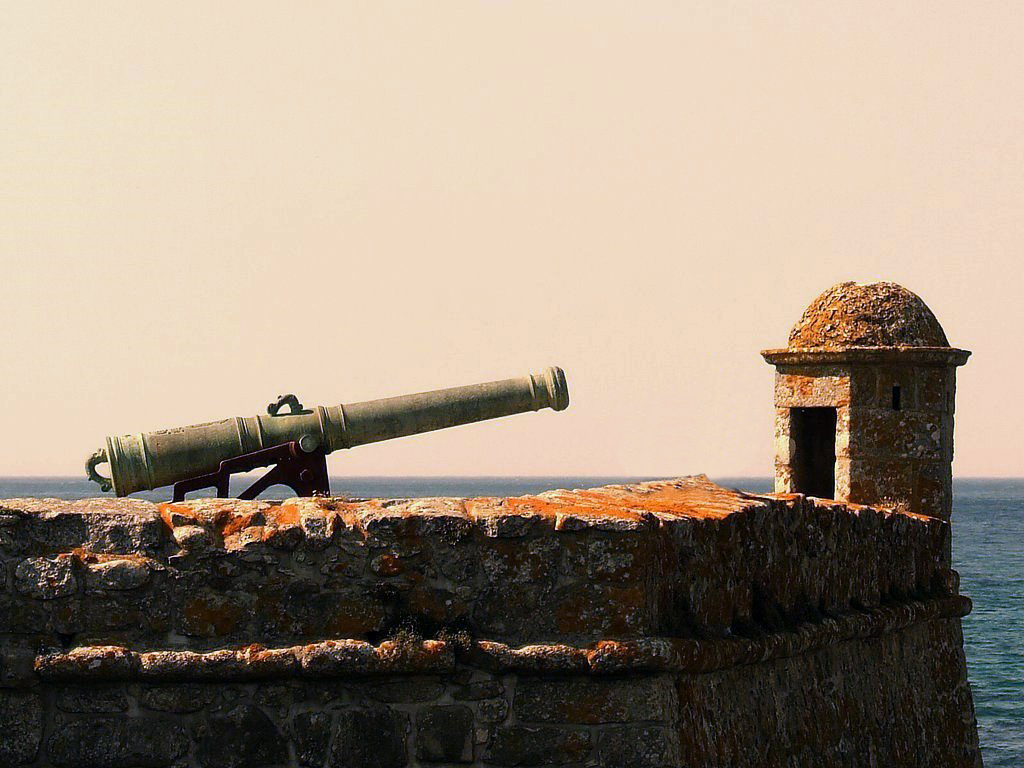
Un baluarte del Fuerte de la Ínsua.

Situado en una región fronteriza estratégica para el acceso a Caminha, la actual estructura se debe al contexto de la Guerra de la Restauración de la independencia portuguesa, durante el reinado de Juan IV de Portugal, mandada construir entre 1649 y 1652 por Diogo de Lima.
Reparado y reforzado en los siglos siguientes, fue abandonado hasta que en 1940 pasó a manos del Ministério de las Finanças de Portugal.
Actualmente está en condiciones precarias de conservación, se registró la pérdida de los soportes de madera de los tejados y de las tejas, de los azulejos seiscentistas, de las pinturas y de las imágenes de la capilla. La estructura puede ser visitada por el público, siendo la travesía hasta la isla hecha por pequeñas embarcaciones locales.

## Características
El fuerte presenta planta cuadrangular con baluartes en los vértices. Un revellín protege el portón de armas. En torno al terraplén, al lado de las murallas, se encuentran los depósitos y barracones de la tropa. En el centro estarían las edificaciones de servicio: Casa de Comando y cuartel de la tropa, cocina y capilla. Un pozo de agua potable abastecía a la guarnición, compuesta por un Gobernador (comandante) y doce plazas, renovadas semanalmente. Ese pozo destaca por situarse en el mar, siendo uno de los tres únicos existentes en el mundo con esa característica.